# جان ميدفيد
جان ميدفيد (بالسلوفينية: Žan Medved)‏ هو لاعب كرة قدم سلوفيني، ولد في 14 يونيو 1999 في سلوفينيا. لعب مع فيسوا كراكوف.

## وصلات خارجية
- جان ميدفيد على موقع قاعدة بيانات كرة القدم.إي يو (الإنجليزية)
- جان ميدفيد على موقع Soccerway.com (الإنجليزية)